# ヴィーガンズ・ハム
『ヴィーガンズ・ハム』（原題：Barbaque、英題：Some Like It Rare）は、2021年のフランスのブラックコメディ・ホラー映画。ファブリス・エブエが監督・脚本を、マリナ・フォイスとエブエが主演を務める。

## プロット
ソフィアとヴァンサン夫妻は肉屋を営んでいるが、経営が思わしくない。2人の結婚生活もうまくいっておらず、友人で商売敵でもあるステファニーとマルク夫妻の嫌味な言動にも苦しめられている。
そんなある日、過激派のヴィーガンらによって店を荒らされる。後日、実行犯のうちの1人を誤って轢き殺してしまい、死体を処理するため遺体を解体し”イラン豚”として店で売ったところ町で評判となる。

## 登場人物
※括弧内は日本語吹替版
- ソフィー・パスカル - マリナ・フォイス（英語版）（深見梨加）
- ヴァンサン・パスカル - ファブリス・エブエ（フランス語版）（高木渉）
- マルク・ブラシャール - ジャン＝フランソワ・キエレイ（フランス語版）（菊池康弘）
- ステファニー・ブラシャール - ヴィルジニー・オク（英語版）（笹島かほる）
- クロエ・パスカル - リサ・ド・クート・テシェイラ（新田恵海）
- リュカ - ヴィクトール・ムーテレ（フランス語版）（仲村宗悟）
- ヌタマック国家憲兵 - ステファヌ・スー・モンゴ
- ジョシュア - ニコラス・ルンブレラス
- エメラ - Alexia Chardard
- カミーユ - Franck Migeon
- コワニャール夫人 - Colette Sodoyez
- ステファン - テッド・エティエンヌ
- アレクサンドル - ロビー・シナシ
- ウィニー - Tom Pezier

## 評価

### 批評家の反応
批評集積サイトRotten Tomatoesでは、17件の批評家レビューがあり、支持率100%で平均点は7.0/10となっている。